# Darney-aux-Chênes
Darney-aux-Chênes is een gemeente in het Franse departement Vosges (regio Grand Est) en telt 73 inwoners (2009). De plaats maakt deel uit van het arrondissement Neufchâteau.

## Geografie
De oppervlakte van Darney-aux-Chênes bedraagt 2,4 km², de bevolkingsdichtheid is dus 30,4 inwoners per km².
De onderstaande kaart toont de ligging van Darney-aux-Chênes met de belangrijkste infrastructuur en aangrenzende gemeenten.

## Demografie
Onderstaande figuur toont het verloop van het inwonertal (bron: INSEE-tellingen).